# Родная Украина
Родная Украина (укр. Рідна Україна) — село в Голопристанской городской общине Скадовского района Херсонской области Украины.
Население по переписи 2001 года составляло 177 человек. Почтовый индекс — 75633. Телефонный код — 5539. Код КОАТУУ — 6522382003.